# نعوظ
نعوظ یا شَق‌شدن پدیده‌ای فیزیولوژیکی است که در آن آلت تناسلی سفت، متورم و بزرگ می‌شود. نعوظ آلت تناسلی مرد نتیجه برهم‌کنش پیچیده عوامل روانی، عصبی، عروقی و غدد درون‌ریز است و اغلب با برانگیختگی جنسی یا کشش جنسی همراه است، اگرچه شق‌شدگی می‌تواند خود به خود باشد. شکل، اندازه، زاویه و جهت نعوظ در انسان به‌طور قابل توجهی متفاوت است. همچنین آلت شل و خوابیده رو به پایین آویزان است ولی آلت سفت و راست‌شده رو به بالا افراشته می‌شود و به سختی به پایین می‌رود و پایین دادن ناگهانی آن با زور ممکن است باعث شکستگی آلت یا پارگی برای لیگامان آویزان آلت شود.
از نظر فیزیولوژیکی، شق‌شدگی توسط تقسیم پاراسمپاتیک دستگاه عصبی خودمختار تحریک می‌شود و باعث می‌شود که سطح نیتریک اکسید (یک گشادکننده عروق) در شریان‌های ترابکولار و ماهیچه صاف آلت افزایش یابد. شریان‌ها گشاد می‌شوند و باعث پر شدن جسم غاری (و تا حدی کمتر جسم اسفنجی) از خون می‌شوند. به‌طور همزمان ماهیچه‌های ایسکیوکاورنوز و پیازی‌اسفنجی وریدهای جسم غاری را فشرده می‌کنند و خروج و گردش این خون را محدود می‌کنند. هنگامی که فعالیت پاراسمپاتیک به سطح پایه کاهش می‌یابد، راست‌شدگی فروکش می‌کند و می‌خوابد.
به عنوان یک پاسخ سیستم عصبی خودمختار، راست‌شدگی کاملاً زیر کنترل آگاهانه افراد نیست. راست‌شدگی در هنگام خواب تا پس از بیداری به عنوان نعوظ صبحگاهی (NPT) شناخته می‌شود که به نام نعوظ صبحگاهی نیز معروف است. نبود این افراشتگی شبانه معمولاً برای تمایز بین علل فیزیکی و روانیِ اختلال نعوظ و ناتوانی جنسی استفاده می‌شود. بدین معنی که اگر کسی دچار آن دو مشکل باشد نمی‌تواند شب تا بامداد هم افراشتگی آلت ناخودآگاه و غیرقابل کنترل داشته باشد، که این نشان می‌دهد مشکل آلت او فیزیکی است، نه روانی.
به‌کارگیری قفس پاکدامنی با جلوگیری از نعوظ می‌تواند باعث کوچکی آلت مردان به‌طور موقت و تحقیر آلت کوچک شود.

## فیزیولوژی

### مردان

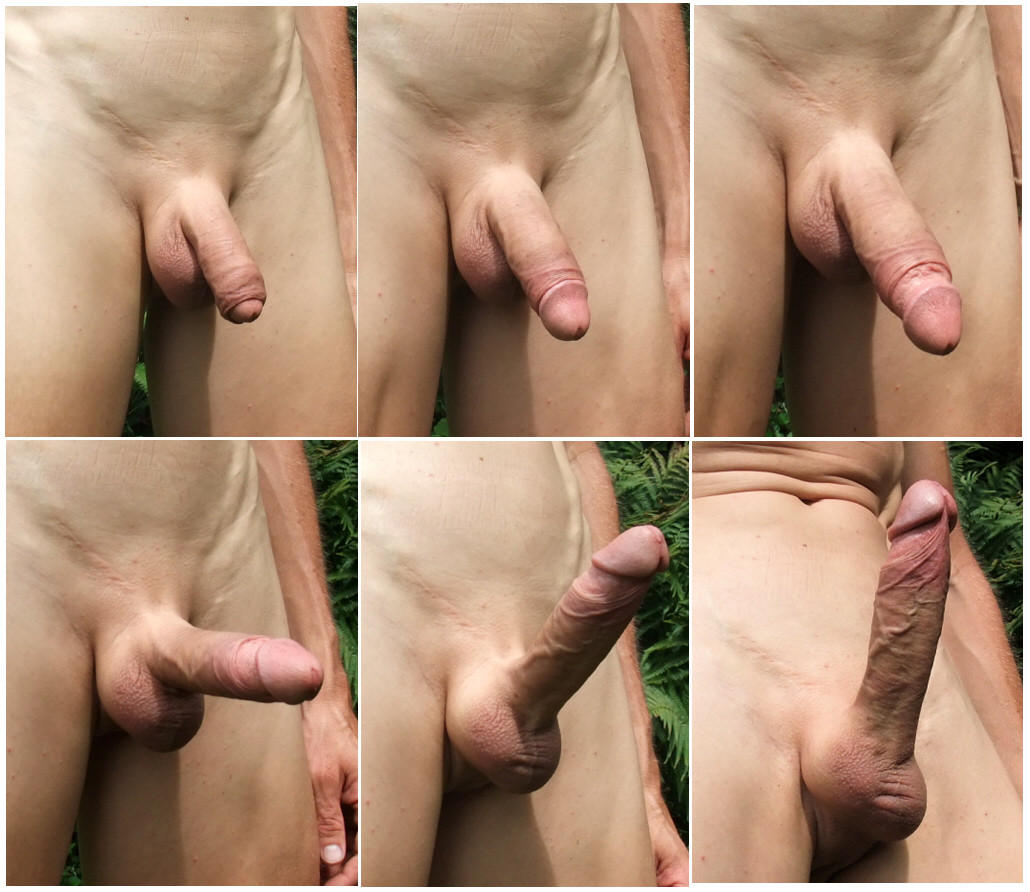
نعوظ یا شق‌شدگی در مردان

شق‌شدگی زمانی رخ می‌دهد که دو ساختار لوله‌ای به نام اجسام حفره‌ای که در طول آلت تناسلی قرار دارند، با خون سیاهرگی آغشته می‌شوند. این ممکن است ناشی از هر یک از محرک‌های فیزیولوژیکی مختلف باشد که به عنوان تحریک جنسی و برانگیختگی جنسی نیز شناخته می‌شود. جسم اسفنجی یک ساختار لوله‌ای منفرد است که درست در زیر اجسام غاری قرار دارد که حاوی پیشاب‌راه است که ادرار و منی به ترتیب در هنگام ادرار و انزال از آن عبور می‌کنند. این نیز ممکن است کمی با خون همراه شود.
کیسه بیضه ممکن است، اما نه همیشه، در حین شق‌شدگی سفت شود. به‌طور کلی، در مردان ختنه نشده، پوست ختنه‌گاه به‌طور خودکار و به تدریج جمع می‌شود و سرنره ظاهر می‌شود، اگرچه برخی از مردان ممکن است مجبور باشند پوست ختنه‌گاه خود را به صورت دستی جمع کنند.

### زنان

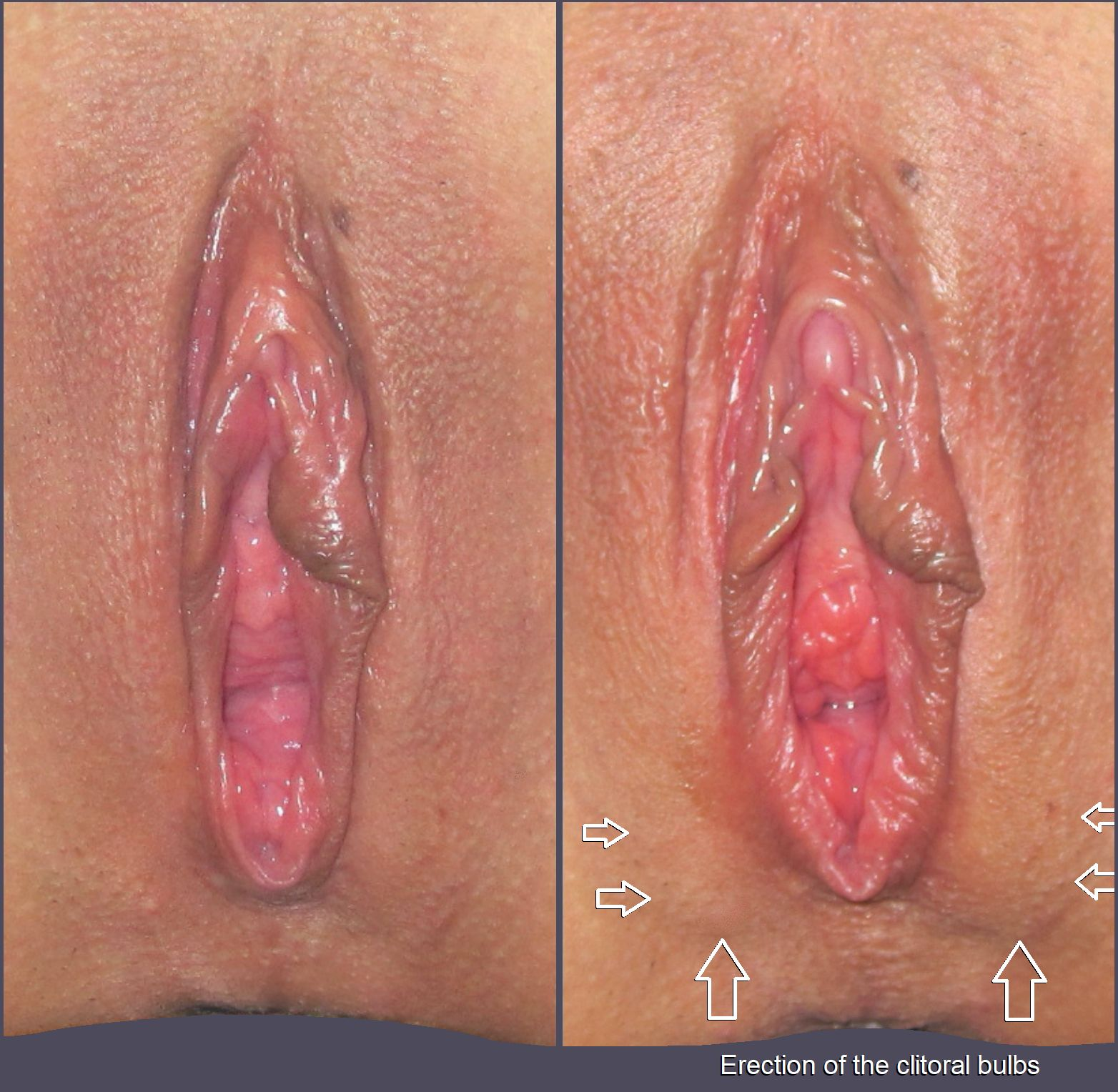
نعوظ یا شق‌شدگی کلیتورال

شق‌شدگی کلیتورال یک پدیده فیزیولوژیکی است که در آن کلیتوریس بزرگ و سفت می‌شود. شق‌شدگی کلیتورال نتیجه تعامل پیچیده عوامل روانی، عصبی، عروقی و غدد درون ریز است و معمولاً، اگرچه نه منحصراً، با برانگیختگی جنسی مرتبط است. همچنین در این مرحله آلت زنانه آماده دخول است.

## جنبه‌های اجتماعی-جنسی

### اجتماعی
شق‌شدگی یک شاخص رایج از تحریک جنسی است و برای یک مرد لازم است تا عمل دخول به واژن یا آمیزش جنسی را انجام دهد. شق‌شدگی برای لقاح و همچنین برای برداشت اسپرم برای درون‌کاشت مصنوعی ضروری است.
شق‌شدگی در کودکان و نوزادان رایج است و حتی قبل از تولد نیز اتفاق می‌افتد. پس از رسیدن به بلوغ، شق‌شدگی بسیار بیشتر رخ می‌دهد. پلتیسموگرافی آلت تناسلی که میزان شق‌شدگی را اندازه‌گیری می‌کند، توسط برخی از دولت‌ها و دادگاه‌ها برای اندازه‌گیری گرایش جنسی استفاده شده‌است. بیزاری غیرعادی نسبت به آلت تناسلی در حالت شق‌شدگی گاهی به عنوان فلوفوبیا (نعوظ‌هراسی)  شناخته می‌شود.

## شرایط پزشکی

### اختلال در شق‌شدگی
اختلال شق‌شدگی که همچنین به عنوان ED یا "ناتوانی جنسی مردانه نیز شناخته می‌شود یک ناکارآمدی جنسی است که با ناتوانی در ایجاد و/یا حفظ شق‌شدگی مشخص می‌شود. مطالعه اختلال شق‌شدگی در پزشکی به عنوان آندرولوژی شناخته می‌شود، که یک رشته فرعی در اورولوژی است.

### پریاپیسم
پریاپیسم یک وضعیت دردناک است که در آن آلت تناسلی علیرغم عدم وجود تحریکات فیزیکی و روانی به حالت شل خود بازنمی‌گردد. پریاپیسم که بیش از چهار ساعت طول بکشد یک اورژانس‌پزشکی است.